# Rozmnožování

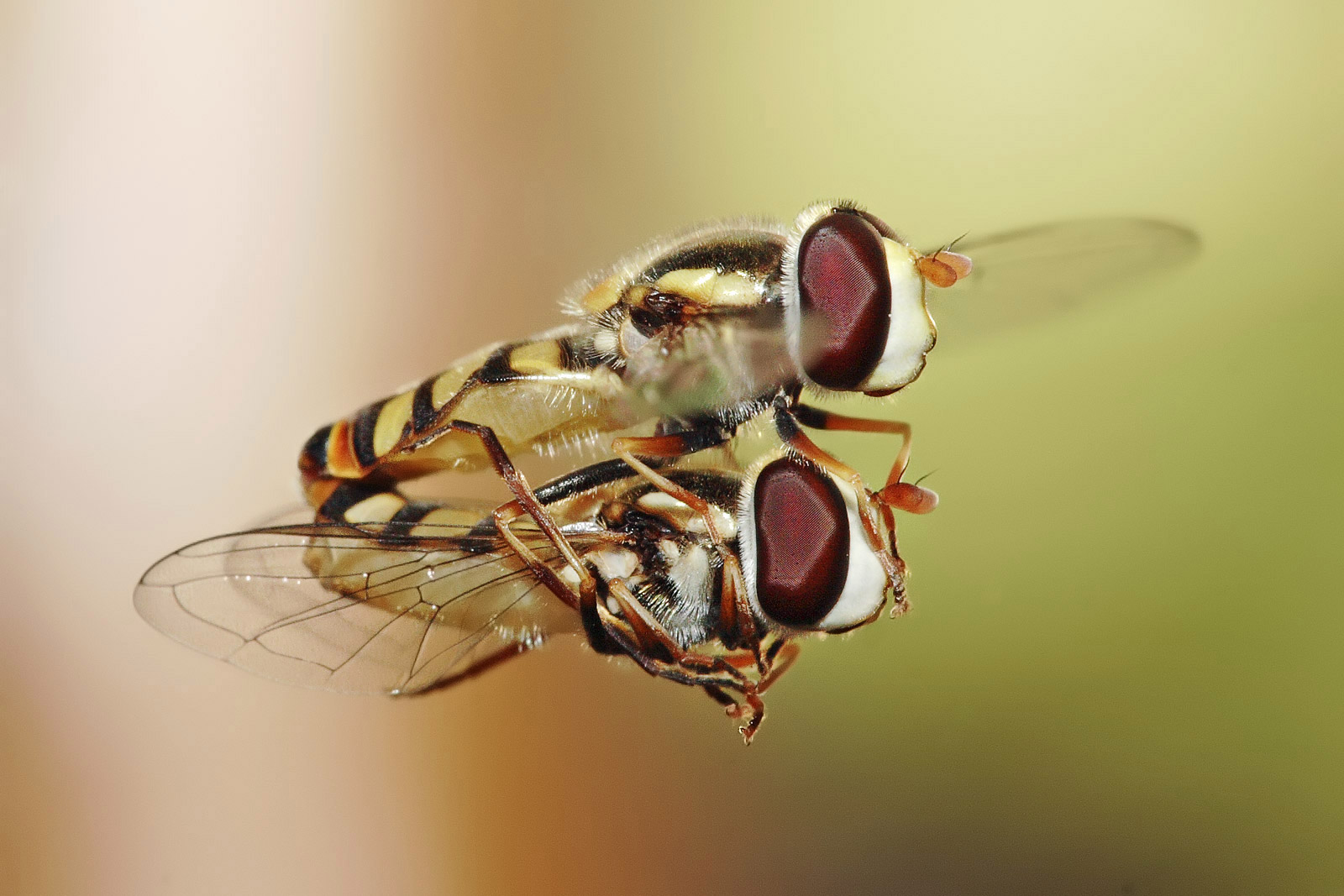
Pestřenky při pohlavním rozmnožování

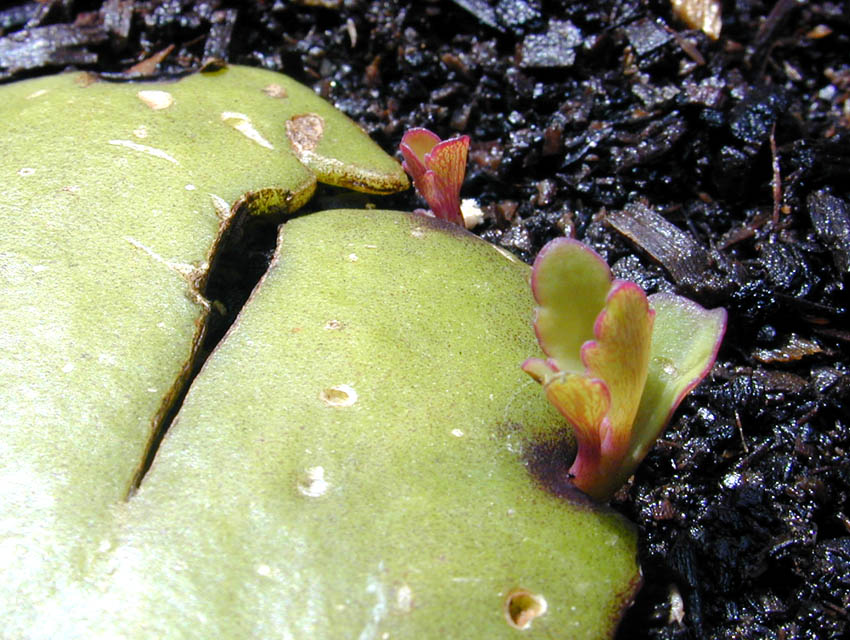
Nepohlavní rozmnožování kolopejky (Kalanchoe pinnata)

Rozmnožování (reprodukce) je proces tvorby potomstva. Rozlišujeme rozmnožování pohlavní a nepohlavní.

## Nepohlavní rozmnožování
Nepohlavní rozmnožování (asexuální reprodukce) je primární biologický proces, kterým organismus vytváří geneticky identické potomstvo, klony.
Základní způsoby asexuální reprodukce jsou binární dělení a formace výtrusů. Množí se tak bakterie, kvasinky či buňky těla včetně pohlavních (vajíčka a spermie), prostředků pohlavního rozmnožování.
Také vyšší organismy, například nezmar (Hydra) jsou schopni se reprodukovat pučením nebo fragmentací do 2 nebo víc částí a dobudováním chybějících částí svého těla. Toto vegetativní rozmnožování zvládá i většina rostlin, byť některé ne ve volné přírodě.

## Pohlavní rozmnožování
Pohlavní rozmnožování (sexuální reprodukce) je biologický proces, kterým vyšší organismy tvoří své potomky kombinací svých pohlavních buněk vzniklých meiózou.
Umožňuje ji pohlavnost, existence minimálně dvou typů pohlavních buněk, obvykle produkovaných odlišnými pohlavními orgány. Ty se pak buďto nacházejí na různých jedincích (gonochorismus), anebo na jednom jedinci (hermafroditismus). U mnoha živočichů je vyvinuta rozmnožovací soustava.

## Rozmnožování člověka
Rozmnožování člověka je forma pohlavního rozmnožování. Osou rozmnožování člověka je pohlavní styk mezi mužem (samcem) a ženou (samicí), který vyústí v těhotenství a posléze porod. Výjimečně se ve formě polyembryonie vyskytuje i rozmnožování nepohlavní, kdy se rýhující vajíčko rozdělí za vzniku jednovaječných dvojčat (celosvětově se vyskytuje u cca 0,3 – 0,4 % těhotenství).
Samčí rozmnožovací soustava se skládá z dvou hlavních orgánů, penisu a varlat. Oba orgány jsou uloženy mimo břišní dutinu. Spermie, mužské pohlavní buňky, jsou menší, než samičí vajíčko, a žijí asi dva týdny. Díky své krátké době trvání musí být spermie produkovány po celu dobu pohlavní zralosti.
Samičí reprodukční systém se rovněž skládá z několika částí – vaginy, dělohy, v nichž probíhá příjem spermatu a oplození vajíček, a vaječníků, v nichž samotná vajíčka vznikají.

## Životní strategie
Některé organismy (např. člověk) produkují nemnoho potomků, o které pečují a zajišťují jim vysoké šance na přežití. Ty označujeme jako K-stratégy. Jiní se reprodukují rychle, ale pokud nerostou ve vhodném prostředí, většina potomků nepřežije do dospělosti. Takové druhy se nazývají R-stratégové.
Obě metody mohou být podporované evolucí: zvířata s nemnoha potomky mohou trávit čas jejich výchovou a ochranou, čímž značně zvýší jejich naději na přežití, a na druhou stranu, zvířata s mnoha potomky nemusí vynakládat tolik energie na starost o mláďata a zbývá jim tak více energie na zajištění dalšího přežití a rozmnožování. To, která strategie je upřednostněna, závisí na mnoha okolnostech. Nutno zdůraznit, že s výjimkou extrémních případů jsou tyto termíny používány jako relativní, takže králíka můžeme prohlásit jak za r-stratéga, tak za K-stratéga (podle toho, jestli ho poměřujeme se slonem nebo s myší).